# (1468) Zomba
(1468) Zomba est un astéroïde de la ceinture principale aréocroiseur.

## Description
(1468) Zomba est un astéroïde aréocroiseur. Il présente une orbite caractérisée par un demi-grand axe de 2,20 UA, une excentricité de 0,27 et une inclinaison de 9,9° par rapport à l'écliptique.

## Compléments